# Акротири (Тира)
Акроти́ри (греч. Ακρωτήρι, буквально «мыс») — название раскопок на месте поселения бронзового века на греческом острове Тира, относимого к минойской цивилизации из-за использования критского иероглифического письма A и сильной схожести в артефактах и стилях фресок. Название раскопкам дано по имени современной деревни, расположенной на холме неподалёку. Оригинальное название античного поселения неизвестно. Оно было погребено под слоем пепла после извержения вулкана около 1646—1500 годов до н. э., в результате чего оно удивительно хорошо сохранилось. По мнению специалистов[кого?], прежде чем город засыпало вулканическим пеплом, произошло сильное землетрясение, в связи с чем жители успели вовремя покинуть свои дома.

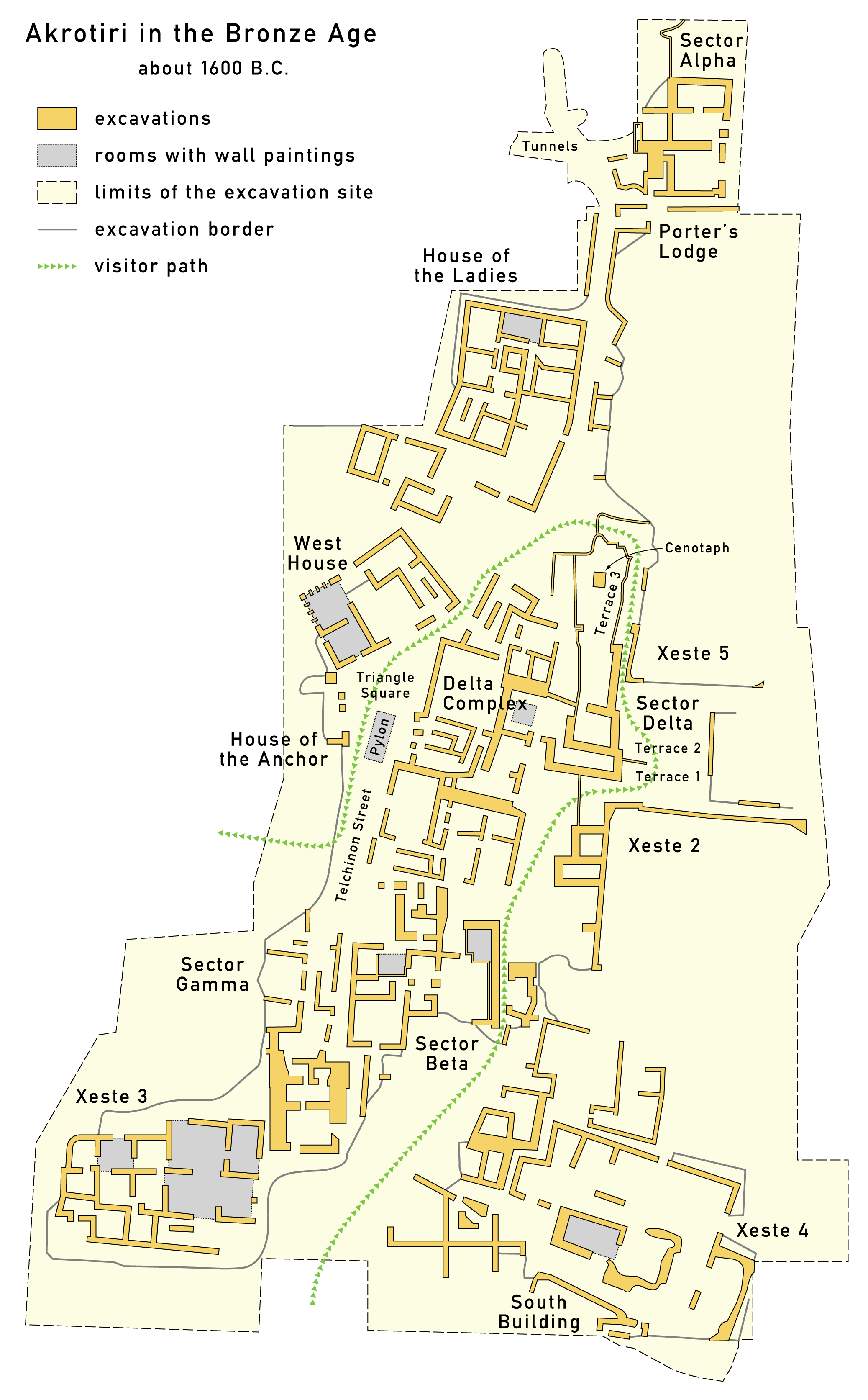
Карта Акротири в бронзовом веке

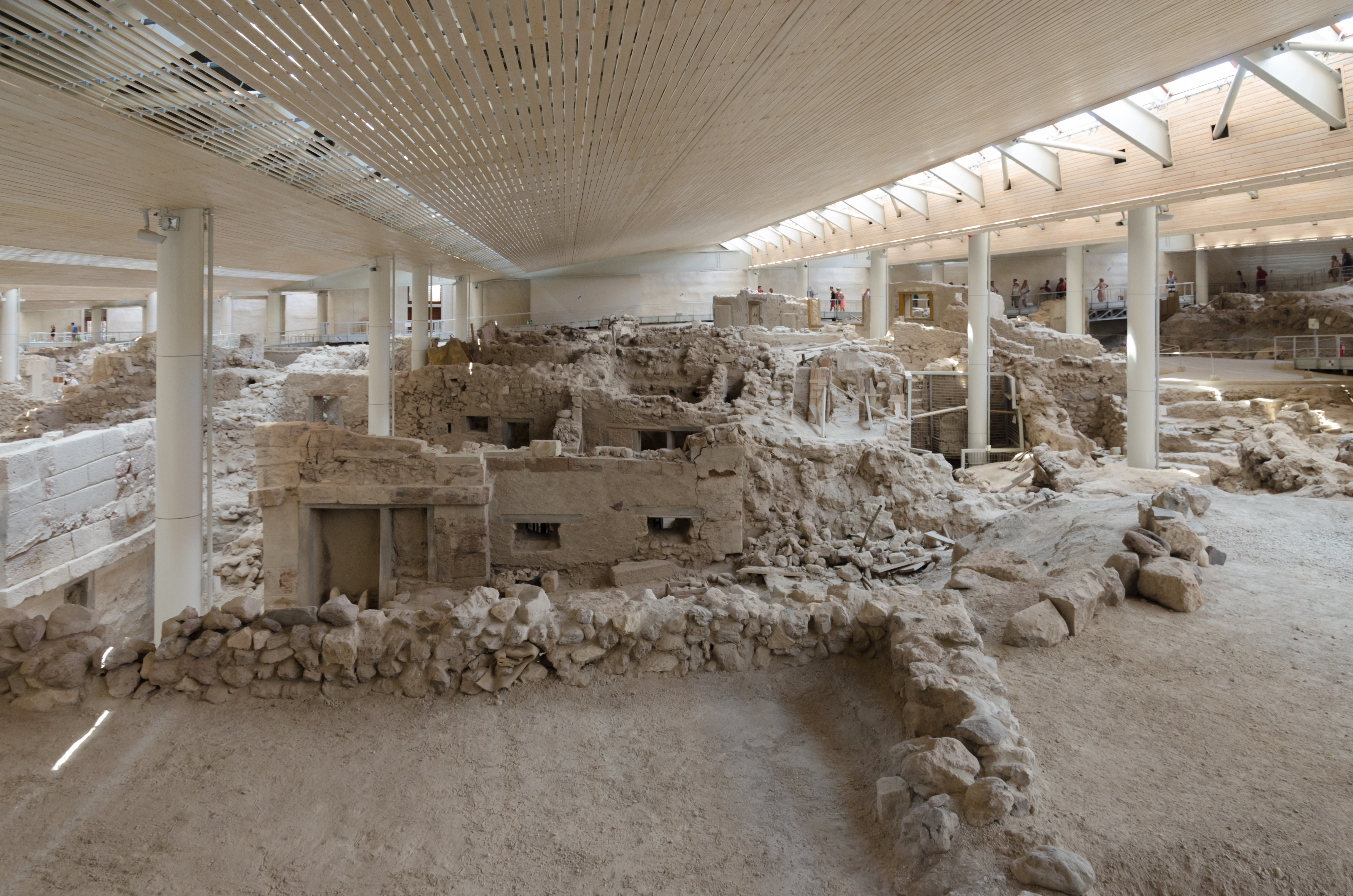
Раскопки

Первые данные о заселении острова Тира в доисторическое время были вынесены на свет во второй половине XIX века (в 1866 году), когда земля с острова стала использоваться для укрепления земляных валов Суэцкого канала автором проекта и руководителем строительства французом Фердинандом де Лессепсом.
Первые же раскопки в Акротири были проведены французским геологом и вулканологом Фердинандом Фуке.
На месте раскопок, начатых в 1967 году известным греческим археологом Спиридоном Маринатосом, были обнаружены фрески, глиняная посуда, мебель, сложные дренажные и канализационные системы и трёхэтажные здания. Предполагается, что синие обезьяны, нарисованные 3600 лет назад на стенах Акротири, изображают хануманских лангуров. В 2018 году была обнаружена хорошо сохранившаяся статуэтка раннекикладского периода (возраст около 5000 лет), предположительно изображающая богиню.
В 2005 году на раскопках обрушилась крыша, накрывавшая всю территорию раскопок, в результате чего погиб один из посетителей. Раскопки не пострадали, но после этого объект был закрыт для свободного посещения. В 2012 году археологические раскопки Акротири были вновь открыты для свободного посещения.
В 2005 году раскопки были приостановлены из-за недостатка финансирования. В 2016 году раскопки были возобновлены. 
Раскопанные артефакты выставлены в Музее Тиры доисторического времени, среди которых много произведений древнего искусства. Из драгоценностей был найден всего один золотой объект, спрятанный под полом. И не были найдены ни одни непогребённые человеческие останки. Это говорит о том, что жители эвакуировались без человеческих потерь.

## Галерея

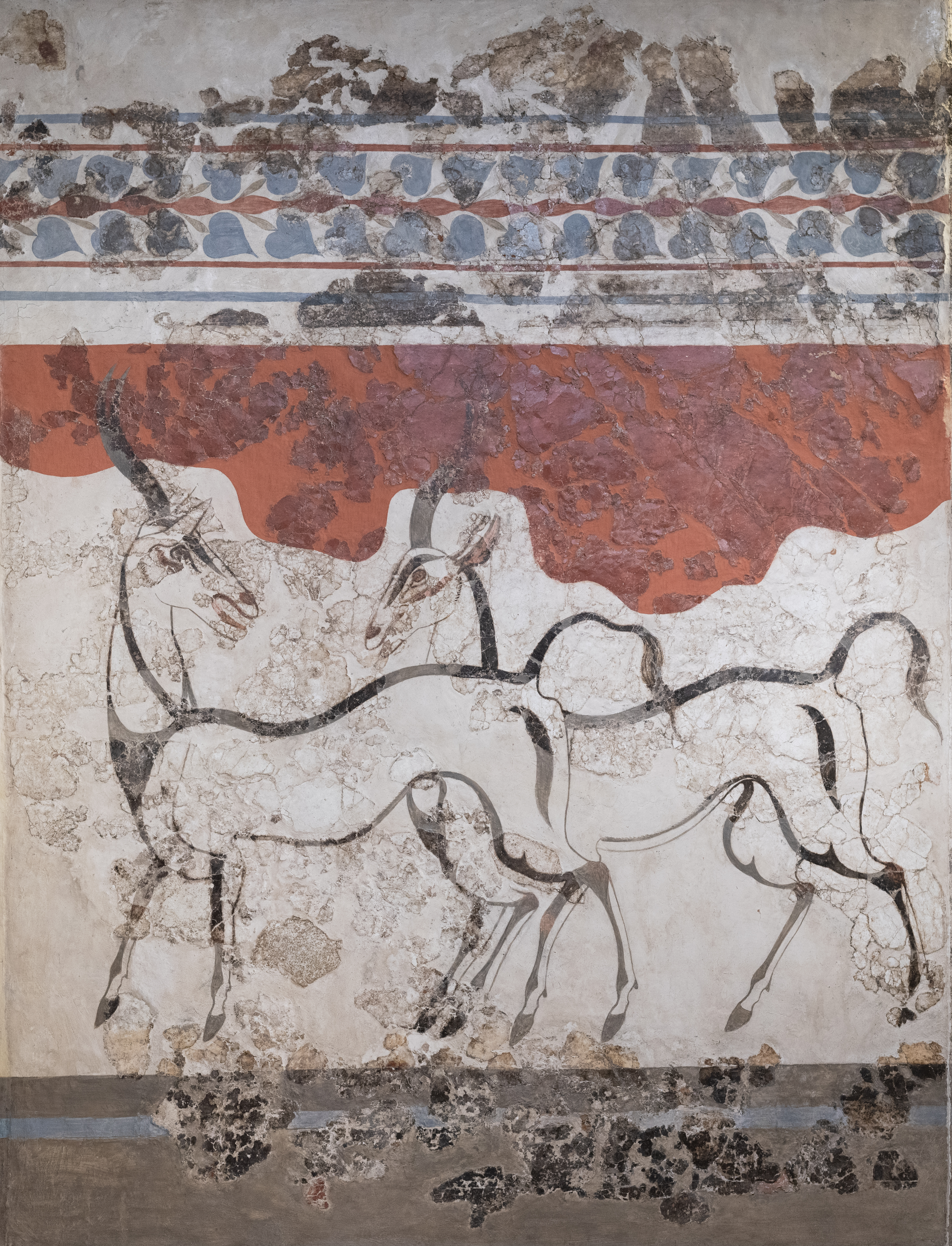
Фреска антелоп
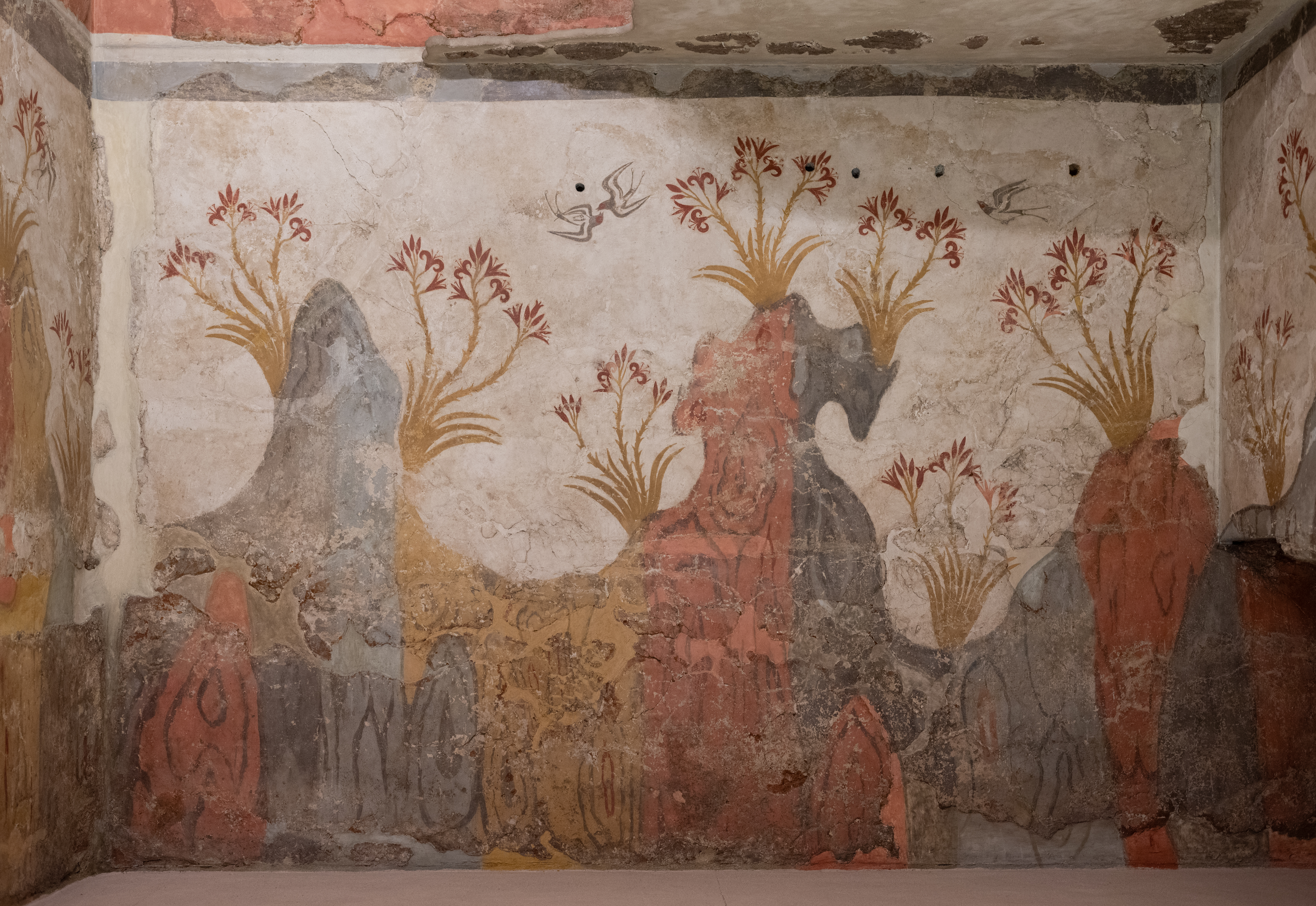
Фреска весны
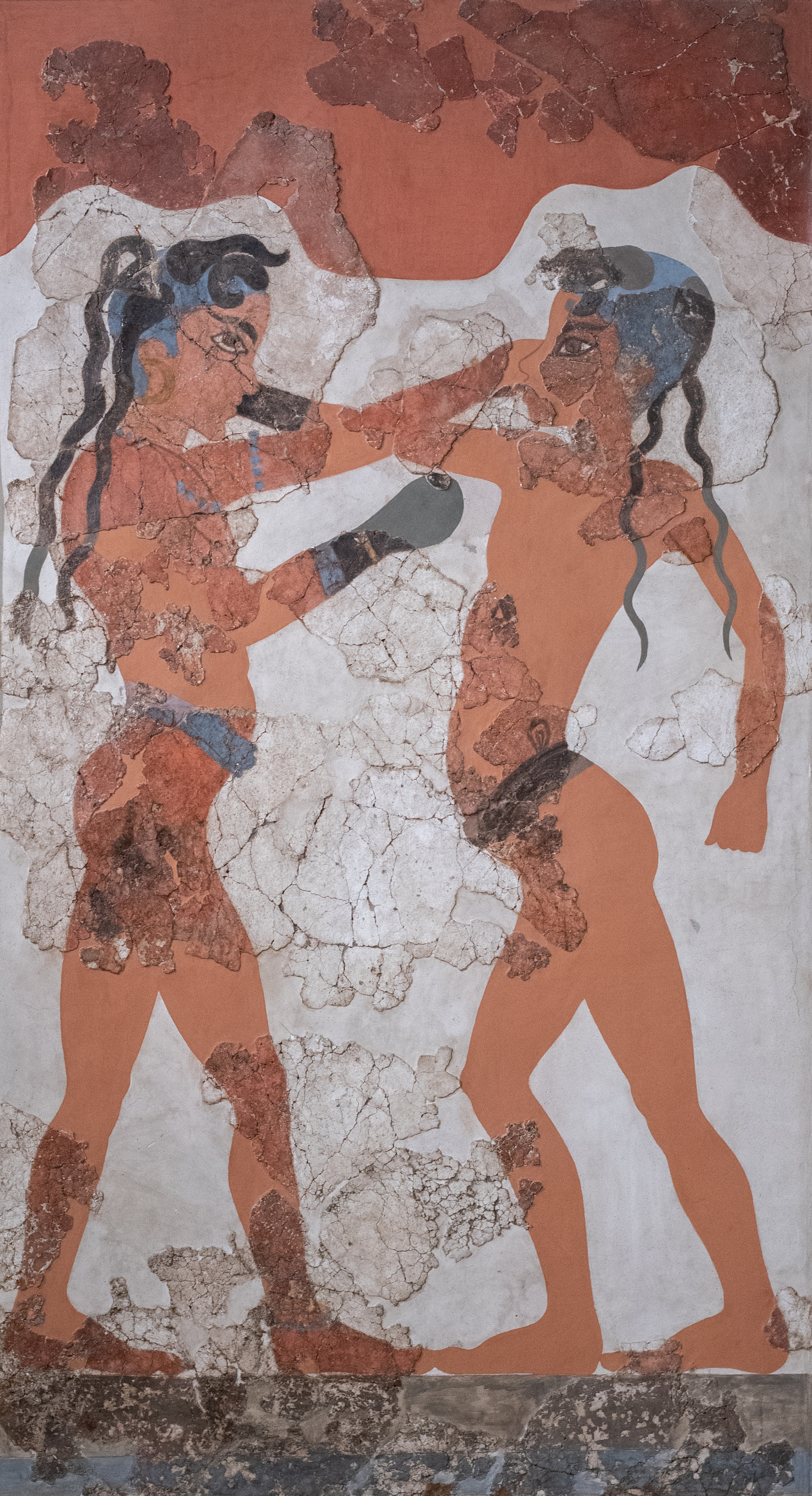
Фреска боскирующих